# 40男のバージンロード
『40男のバージンロード』（よんじゅうおとこのバージンロード、I Love You, Man）は、2009年のアメリカ合衆国のコメディ映画。監督はジョン・ハンバーグ、出演はポール・ラッドとジェイソン・シーゲルなど。いわゆる「ブロマンス」を真正面から描いた作品である。
日本では劇場未公開だが、DVDが2009年10月9日に発売された。

## ストーリー
不動産会社に勤めるピーター（ポール・ラッド）は恋人ゾーイ（ラシダ・ジョーンズ）との結婚が決まって有頂天。しかし、結婚式の花婿介添人 (best man）を務めてくれる同性の友人が1人もいないことに気付く。更にゾーイの友人たちが「同性の友だちがいない男は“濡れ落ち葉”になる」と話しているのを聞いたピーターは一念発起、本気で同性の友だちを探すことにする。
早速、ゲイの弟ロビー（アンディ・サムバーグ）や母親らに相談するものの、紹介された男とは話が全く合わなかったり、相手の男にゲイと思われたりとなかなかうまく行かない。そんなある日、仕事の現場でたまたま知り合ったシドニー（ジェイソン・シーゲル）と何故か意気投合。日に日にシドニーと親しくなるピーターだが、逆にゾーイとの関係がぎくしゃくし始める。

## キャスト
| 役名       | 俳優                   | 日本語吹替                                                   |
| ---------- | ---------------------- | ------------------------------------------------------------ |
| ピーター   | ポール・ラッド         | 川島得愛                                                     |
| ゾーイ     | ラシダ・ジョーンズ     | 小林沙苗                                                     |
| シドニー   | ジェイソン・シーゲル   | 白熊寛嗣                                                     |
| ヘイリー   | サラ・バーンズ         | 本美奈子                                                     |
| デニース   | ジェイミー・プレスリー | 斎藤恵理                                                     |
| ロビー     | アンディ・サムバーグ   | 青木誠                                                       |
| バリー     | ジョン・ファヴロー     | 川津泰彦                                                     |
| ジョイス   | ジェーン・カーティン   | 佐藤しのぶ                                                   |
| オズワルド | J・K・シモンズ         | 立川三貴                                                     |
| ダグ       | トーマス・レノン       | 高木渉                                                       |
| ギル       | マーサー・ジッケル     | 山野井仁                                                     |
| テヴィン   | ロブ・ヒューベル       | 三上哲                                                       |
| 本人役     | ルー・フェリグノ       | 山野井仁                                                     |
| ユージーン | アジズ・アンサリ       | 小川剛生                                                     |
| その他     | N/A                    | 高桑満 茶花健太 相原嵩明 溝邉祐子 堂坂晃三 篠原千佳 小橋知子 |
|            |                        |                                                              |
| 演出       | 演出                   | 簑浦良平                                                     |
| 翻訳       | 翻訳                   | 瀬谷玲子                                                     |
| 調整       | 調整                   | 武田将仁                                                     |
| 制作       | 制作                   | ACクリエイト                                                 |

## 作品の評価
Rotten Tomatoesによれば、批評家の一致した見解は「『40男のバージンロード』はポール・ラッドとジェイソン・シーゲルの心のこもった捧腹絶倒の演技によって、そのシンプルな基本設定を最大限に活かしている。」であり、209件の評論のうち高評価は83%にあたる173件で、平均点は10点満点中6.90点となっている。
Metacriticによれば、34件の評論のうち、高評価は27件、賛否混在は7件、低評価はなく、平均点は100点満点中70点となっている。